# Digne-les-Bains

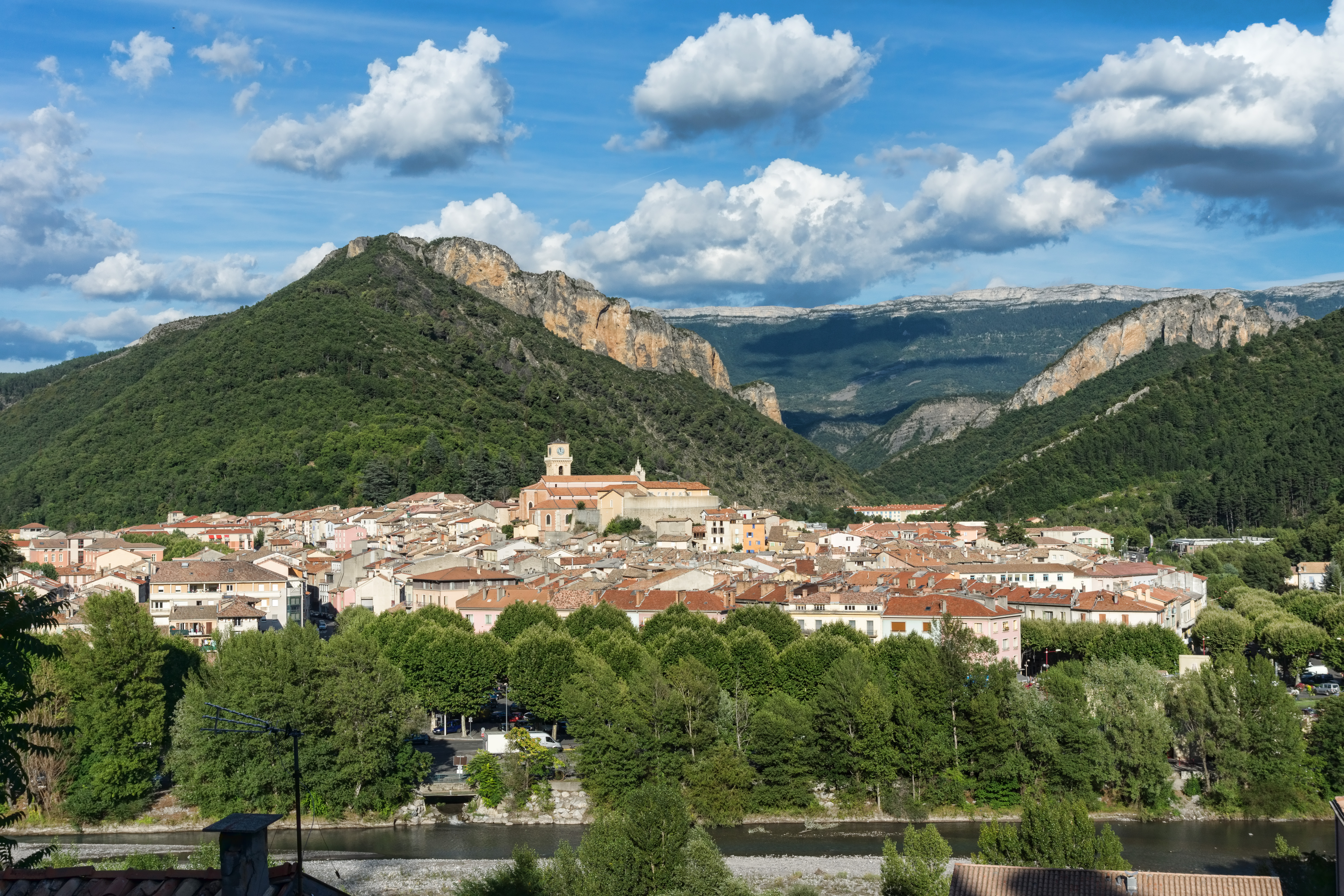
Stadtansicht von Westen, im Vordergrund die Bléone

Digne-les-Bains [diɲ le bɛ̃] (bis 1988 nur Digne, okzitanisch Dinha) ist eine südfranzösische Stadt und eine Gemeinde mit 17.694 Einwohnern (Stand 1. Januar 2022). Sie ist Hauptort der Präfektur des Départements Alpes-de-Haute-Provence in der Region Provence-Alpes-Côte d’Azur. Digne-les-Bains ist Kurstadt (les Bains = dt. Bäder) und nennt sich „Hauptstadt des Lavendels“. Die Gemeinde gilt als Zugangsort zum Regionalen Naturpark Verdon.
Die Stadt ist Sitz des Bistums Digne, das bereits seit dem 4. Jahrhundert besteht. Bischofskirche ist die Kathedrale Saint-Jérome.

## Lage und Klima
Digne-les-Bains, landschaftlich reizvoll in ein Mittelgebirge eingebettet, erstreckt sich in einem weiten Talkessel links und rechts der Bléone, die weiter westlich in die Durance mündet. Die Stadt liegt an der historisch bedeutenden Route Napoléon, etwa auf halbem Weg zwischen Grenoble (ca. 180 km nordwestlich) und Cannes (ca. 135 km südöstlich) auf einer Höhe von ca. 600 m. Das Klima ist gemäßigt bis warm; Regen fällt überwiegend im Winterhalbjahr.

## Bevölkerungsentwicklung
| Jahr                      | 1806  | 1851  | 1901  | 1954   | 1999   | 2017   | 2022   |
| Einwohner                 | 3.362 | 4.781 | 7.238 | 10.436 | 16.064 | 16.460 | 17.694 |
| Quelle: Cassini und INSEE |       |       |       |        |        |        |        |

Digne profitierte im 19. und 20. Jahrhundert von der durch die Mechanisierung der Landwirtschaft und der Aufgabe bäuerlicher Kleinbetriebe ausgelösten Landflucht.

## Wirtschaft
In früheren Jahrhunderten lebten die Bewohner als Selbstversorger von den Erträgen ihrer Felder und Hausgärten; auch Weinbau und Viehzucht wurden betrieben. Seit der Mitte des 19. Jahrhunderts hat der Kurtourismus wesentlich zum Aufschwung des Ortes beigetragen. Denn innerhalb des Stadtgebietes liegt ein Thermalbad mit dem hochmodernen Complexe aquatique Les Eaux Chaudes (dt. Schwimmbadkomplex Heisse Wasser), das in Frankreich für die Behandlung von Atemwegserkrankungen und Rheuma bekannt ist.

## Geschichte
In der Umgebung der Stadt wurden prähistorische Kleinfunde gemacht. Das von den Römern als Dinia bezeichnete Gebiet ging mit Plinius dem Jüngeren (62–113) in die Geschichtsschreibung ein. Er bezeichnete es als Hauptstadt der Bodiontici, einem gallischen Volk, das bereits 14 v. Chr. von Kaiser Augustus unterworfen wurde. Mit der Romanisierung profitierte die Stadt Dinia vom römischen Straßennetz, bevor sie im Jahr 780 zu Digna wurde. Die Stadt, die von den drei Flüssen Bléone, Mardaric und dem Gebirgsbach Les-Eaux-Chaudes durchzogen wird, war schon bei den Römern sehr beliebt, da man die wohltuende Wärme des Wassers schätzte. Heutzutage besitzt die Stadt immer noch ein Thermalbad mit dem Complexe aquatique Les Eaux Chaudes.
Im Mittelalter war der Ort zwischen einem Burgviertel (bourg) und der eigentlichen Ansiedlung (cité) zweigeteilt. Um die Mitte des 13. Jahrhunderts bestand eine Machtteilung (paréage) zwischen bischöflicher und gräflicher Macht. In der Mitte des 15. Jahrhunderts grassierte die Pest; gegen Ende des Jahrhunderts gab es Judenpogrome. In den Religionskriegen (1562–1598) wurde die Kathedrale weitgehend zerstört. Eine erneute Epidemie in den Jahren 1629–1631 führte zu einem tiefgreifenden Bevölkerungsschwund. Im Jahr 1815 passierte Napoleon nach seiner Flucht aus Elba die Stadt.

## Sehenswürdigkeiten

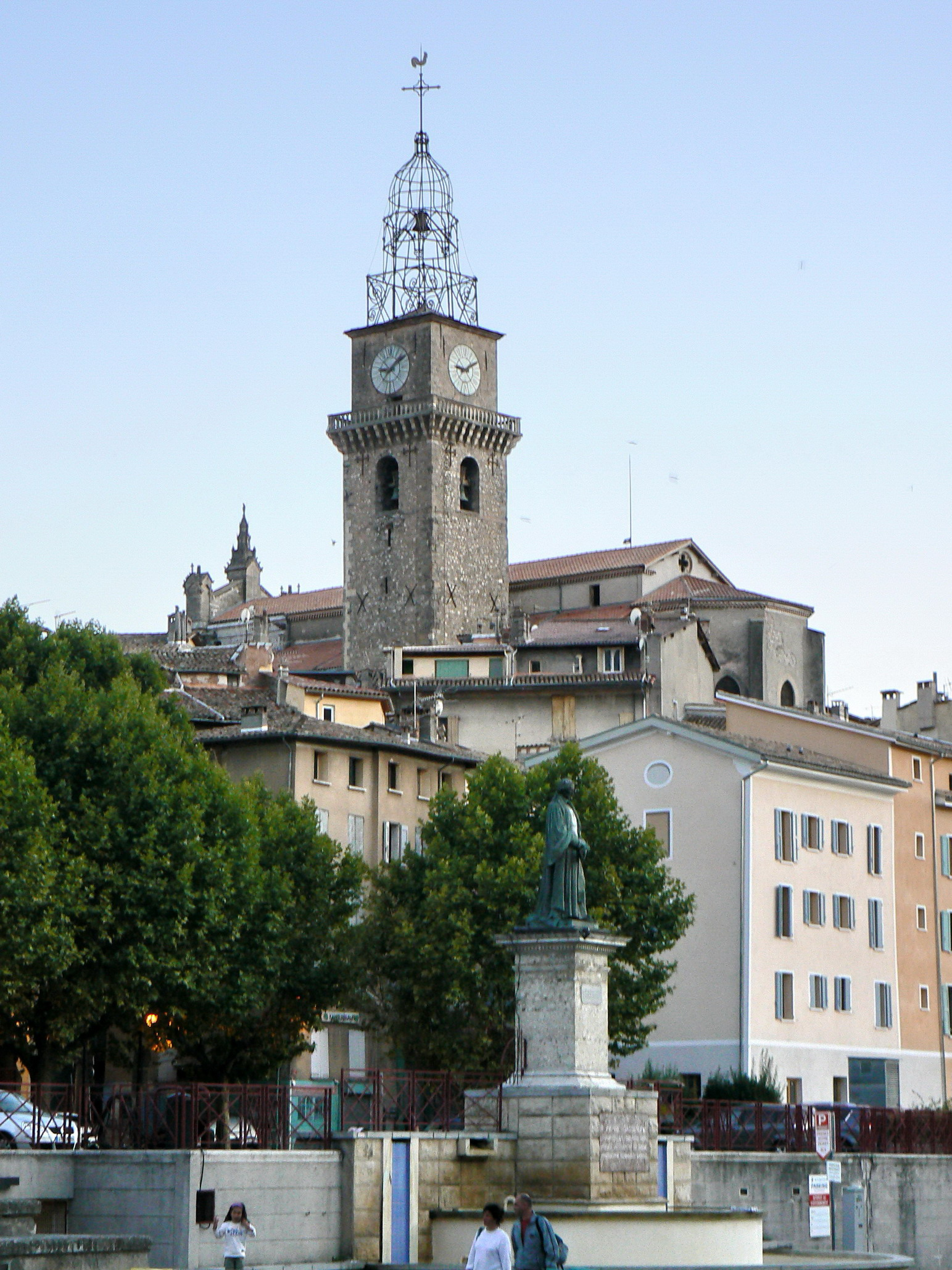
Place du Général de Gaulle und Kathedrale Saint-Jérôme

Siehe auch: Liste der Monuments historiques in Digne-les-Bains
- Altstadt
- Cathédrale Saint-Jérôme
- Cathédrale Notre-Dame-du-Bourg
- Europas größtes Ammonitenfeld an der Straße Barles im Tal des Bès (Réserve naturelle géologique de Haute-Provence)
- Historischer Brunnen in Bourg
- Cordeliers-Garten (Jardin des Cordeliers)
- Musée Gassendi (Museum für Kunst- und Naturgeschichte)
- Denkmal des Pierre Gassendi
- Lourdes-Kapelle oberhalb der Stadt (Notre-Dame-de-Lourdes)
- St. Vincent-Kapelle oberhalb der Stadt (La chapelle Saint-Vincent)
- Kreuzkapelle oberhalb der Stadt (La chapelle de la Croix)

## Verkehr

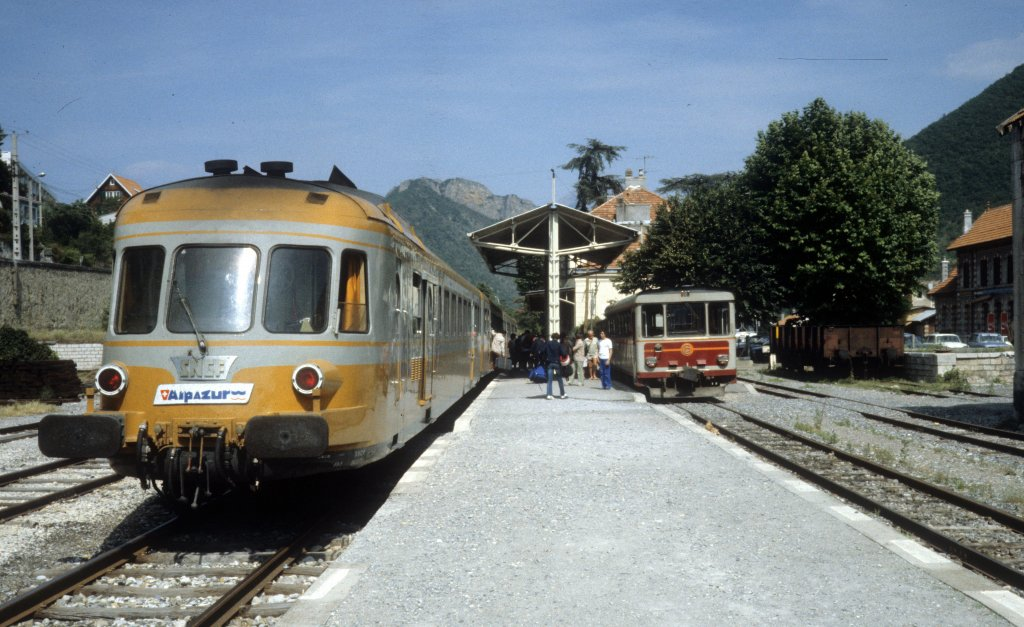
Bahnhof mit regelspurigem Alpazur aus Grenoble und Schmalspurzug nach Nizza, 1982

Digne liegt an der Nationalstraße N 85, die seit 1932 auch als „Route Napoléon“ bezeichnet wird. Die ehemalige N 100, die von Westen her kommend mit der N 85 gebündelt war, wurde 1972 in ihrer Fortsetzung nach Nordosten zur Departementsstraße D 900 abgestuft. Nächste Autobahn ist die A 51 mit der Anschlussstelle Peyruis.
Am 27. November 1876 eröffnete die Bahngesellschaft Compagnie des chemins de fer de Paris à Lyon et à la Méditerranée (P.L.M.) die regelspurige Bahnstrecke von Château-Arnoux-Saint-Auban, die dort von der Strecke von Avignon nach Sisteron (heute: Bahnstrecke Lyon–Grenoble–Marseille) abzweigte. Zunächst wurde sie als Anschlussbahn mit Personen- und gemischten Zügen betrieben. Im Sommer 1935 wurde erstmals eine saisonale Direktverbindung zwischen Digne und Grenoble eingerichtet, mit dem Kriegsausbruch 1939 endete dieser Verkehr. 1946 führte die SNCF Züge von und nach Grenoble wieder ein, die von da an ganzjährig verkehrten.
Auf der gegenüberliegenden Seite des Bahnhofsvorplatzes entstand der Bahnhof der 1891 eröffneten Schmalspurbahn der Chemins de fer de Provence (CP) nach Mézel, der Keimzelle der heutigen Bahnstrecke Nizza–Digne-les-Bains. Um das Umsteigen zu erleichtern, erhielt die CP 1949 ein Gleis am Bahnsteig der „großen Bahn“. Fahrplanmäßig aufeinander abgestimmte Züge existierten ab 1981 unter der Bezeichnung „Alpazur“. Das Projekt, mittels eines Dreischienengleises die CP-Züge über Digne hinaus nach Saint-Auban zu führen, wurde nicht realisiert. 1989 wurde die Strecke nach Château-Arnoux-Saint-Auban stillgelegt.

## Sport
Digne war 2005 und 2008 Etappenziel der Tour de France. 2015 wurde dort die 17. Etappe nach Pra-Loup gestartet.

## Städtepartnerschaften
- Bad Mergentheim, Baden-Württemberg, Deutschland, seit 1962
- Borgomanero, Piemont, Italien, seit 2000
- Douma, Libanon
- Kamaishi, Japan

## Persönlichkeiten

### Söhne und Töchter der Stadt
- Paul-Alexandre Arnoux (1884–1973), Schriftsteller
- Alphonse Beau de Rochas (1815–1893), Eisenbahningenieur und Erfinder
- Alain Boghossian (* 1970), Fußballnationalspieler
- Jean Daviot (* 1962), Videokünstler
- Hippolyte Fortoul (1811–1856), Historiker, Schriftsteller, Hochschullehrer und Politiker
- Tristan Louis (* 1971), Publizist
- Louis Richeome SJ (1544–1625), christlicher Humanist
- Jean Rolland (1935–1967), Autorennfahrer
- Gabrielle Traxler (1942–2015), österreichische Politikerin (SPÖ)

### Personen mit Bezug zur Stadt
- Alexandra David-Néel (1868–1969), Reiseschriftstellerin und buddhistische Nonne, starb in Digne
- Pierre Gassendi (1592–1655), wirkte um 1608 als Rhetoriklehrer in Digne

## Sonstiges

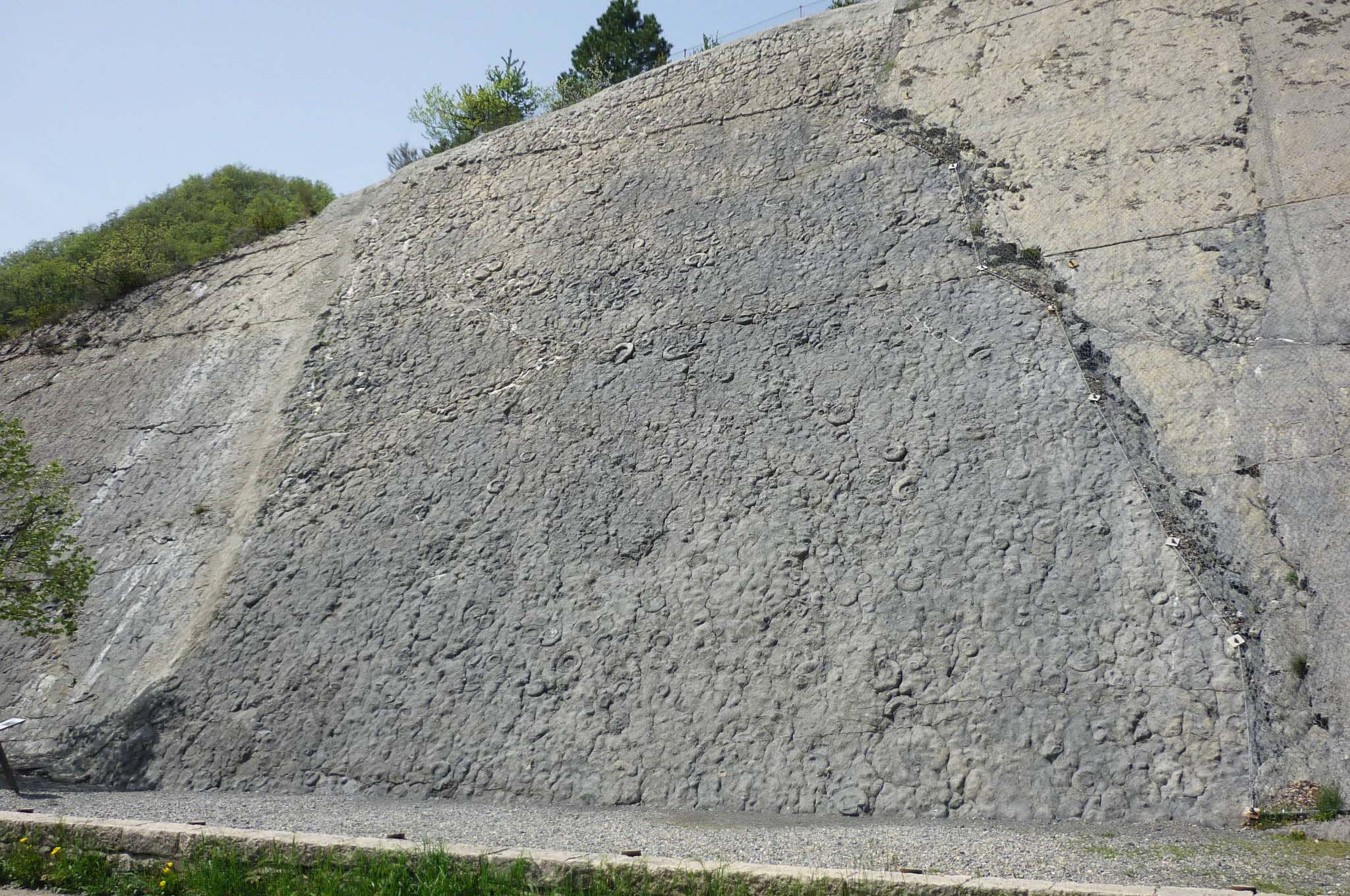
Ammonitenfelsen im Bès-Tal bei Digne-les-Bains

- Ammonitenfelsen im Bès-Tal bei Digne-les-BainsVictor Hugos berühmter Roman Die Elenden (Les Misérables, 1862) beginnt in Digne.
- Die Affaire Dominici, ein im Jahr 1973 mit Jean Gabin verfilmter berühmter Mordfall aus dem Jahr 1952, begab sich in der Nähe der Stadt; der Prozess gegen den mutmaßlichen Mörder Gaston Dominici fand in Digne statt.
- Anfang der 1980er Jahre wurde bei Straßenbauarbeiten Europas größtes Ammonitenfeld entdeckt.[5] Es handelt sich dabei um eine freiliegende, fast senkrecht stehende Platte von 350 Quadratmetern Fläche, auf der von Fachleuten 1.500 versteinerte Weichtiere gezählt wurden, die über 200 Millionen Jahre alt sind. Ferner sind im Réserve Naturelle Géologique de Haute Provence, einem 145.000 Hektar großen Naturschutzgebiet, auf markierten Wegen versteinerte Pflanzen und ein 185 Millionen Jahre alter Ichthyosaurier zu besichtigen. Auch in dem nach der Entdeckung der Ammonitenplatte eingerichteten Musée Promenade, einer mit Fresken verzierten Villa, kann man die Entwicklung der frühen Erdgeschichte studieren und nachverfolgen.
- Am 28. Juli 1999 wurde der Asteroid (10088) Digne nach der Stadt benannt.